# Casanova Elvo
Casanova Elvo là một đô thị ở tỉnh Vercelli trong vùng Piedmont thuộc Ý, có cự ly khoảng 60 km về phía đông bắc của Torino và khoảng 13 km về phía tây bắc của Vercelli. Tại thời điểm ngày 31 tháng 12 năm 2004, đô thị này có dân số 268 người và diện tích là 16,3 km².
Casanova Elvo giáp các đô thị: Collobiano, Formigliana, Olcenengo, San Germano Vercellese, Santhià, và Villarboit.